# Etolin
Etolin Island – wyspa w Archipelagu Aleksandra, w południowo-wschodniej Alasce (Stany Zjednoczone), położona pomiędzy Wyspą Księcia Walii na zachodzie a Wyspą Wrangla na wschodzie. Po raz pierwszy wyspa została naniesiona na mapę w 1793 roku przez Jamesa Johnstone'a, jednego z oficerów George'a Vancouvera podczas jego ekspedycji w latach 1791-1795. Wyznaczył on tylko jej południowo-zachodnie i wschodnie wybrzeża, nie zdając sobie sprawy, że to wyspa. Pierwotnie nosiła nazwę Duke of York Island, ale została przemianowana przez Stany Zjednoczone po zakupie Alaski. Nazwa pochodzi od nazwiska Adolfa Etolina, gubernatora kolonii rosyjskich w Ameryce Północnej od 1840 do 1845 roku. 
Wyspa ma 48 km długości i 16-35 km szerokości oraz powierzchnię 878,08 km², co czyni ją 24 największą wyspą w Stanach Zjednoczonych. Według spisu ludności z 2000 roku, populacja wyspy Etolin wynosiła 15 osób. 
Wyspę zamieszkuje populacja introdukowanych łosi. Cała wyspa leży w granicach Tongass National Forest. Południowa część wyspy została oficjalnie wyznaczona jako obszar dzikiej przyrody. 
Na wyspie odnaleziono Etolin Canoe, zabytkowe niedokończone czółno ziemiankowe, wpisane w 1989 roku do National Register of Historic Places. 